# Bârna
Bârna je obec v župě Timiș v Rumunsku. Žije zde přibližně 1 500 obyvatel. Součástí obce je i šest okolních vesnic.

## Části obce
- Bârna – 334 obyvatel
- Botești – 84 obyvatel
- Botinești – 180 obyvatel
- Drinova – 203 obyvatel
- Jurești – 135 obyvatel
- Pogănești – 351 obyvatel
- Sărăzani – 186 obyvatel